# Porsche Lizenz- und Handelsgesellschaft mbH & Co. KG
Porsche Lizenz- und Handelsgesellschaft mbH & Co. KG — германская компания по разработке и производству аксессуаров для владельцев автомобилей Porsche, дизайна потребительских и промышленных товаров. Входит в состав Porsche Group. Компания была организована в ноябре 2003 года, слиянием пяти компаний, входивших в структуру холдинга Porsche Automobil Holding SE и имевших такие бренды, как Porsche Design, Design by F.A. Porsche и Porsche Selection.
В компании функционируют три бизнес-подразделения:
- Porsche Design — разрабатывает высококачественные мужские бизнес-аксессуары;
- Porsche Design Driver's Selection — разрабатывает и производит разнообразные сувениры и аксессуары для владельцев и поклонников автомобилей одноимённой марки.
- Porsche Design Studio — разрабатывает дизайн различных потребительских и промышленных продуктов для различных компаний. Так, компанией были разработаны дизайн юбилейного набора бытовой техники к 150-летию компании Siemens AG для компании BSH, экстерьер и интерьер низкопольного трамвая ULF, экспресса аэропорта Сингапура и поезда метрополитена Осло для компании Siemens AG, дизайн фотоаппарата FinePix 4800 для Fuji Photo Film, монитор Syncmaster 151P/171P для компании Samsung Electronics, дизайн ультразвукового диагностического аппарата Voluson V730 для компании Kretztechnik GmbH, трамвая Škoda Elektra 14 T.[1]

Компания является неоднократным лауреатом таких международных наград в области промышленного дизайна, как Auszeichnung für gutes Design от International Forum Design (Ганновер, Германия), Red dot award от Design Zentrum (Эссен, Германия)